# Montenero Sabino
Montenero Sabino – miejscowość i gmina we Włoszech, w regionie Lacjum, w prowincji Rieti.
Według danych na rok 2004 gminę zamieszkiwało 345 osób, 15,7 os./km².